# Кара-Бирюк
Кара-Бирюк — опустевшее и разрушившееся село в Володарском районе Астраханской области России. Входит в состав Новинского сельсовета. Постоянного населения нет.

## География
Урочище на месте села Кара-Бирюк расположено в юго-восточной части Астраханской области, в дельте реки Волги и находится на большом острове, образованном реками Корневая и Камардан. Урочище находится вблизи центра сельсовета — с.
Новинка. Административно к селу относится СНТ Сарматы. Уличная сеть состояла из одного географического объекта: ул. Садовая. На данный момент от сельских построек остались только фундаменты, если смотреть по спутниковым картам.
Абсолютная высота (по состоянию по близко расположенному с. Новиковка) 24 метра ниже уровня моря
.
Климат
умеренный, резко континентальный, характеризуется высокими температурами летом и низкими — зимой, малым количеством осадков, а также большими годовыми и летними суточными амплитудами температуры воздуха.

## Население
| 2002 | 2010 |
| ---- | ---- |
| 0    | →0   |

## Известные жители
В Кара-Бирюке 5 мая 1945 года родилась Роза Амангалиевна Бердигалиева, заслуженный деятель Казахстана, президент Библиотечной ассоциации Казахстана.

## Инфраструктура
Ранее было садоводство.

## Транспорт
Проселочные дороги всё ещё сохранились.